# Bombus ruderatus
Espèce
Bombus ruderatus, le bourdon des friches, est une espèce d'insectes hyménoptères du genre Bombus et du sous-genre Megabombus.